# Championnat du Venezuela de football 2002-2003
Navigation
Saison 2001-2002 Saison 2003-2004
La saison 2002-2003 du championnat du Venezuela de football est la quarante-septième édition du championnat de première division professionnelle au Venezuela et la quatre-vingt-troisième saison du championnat national.
Le championnat est scindé en deux tournois saisonniers où les dix équipes engagées s'affrontent deux fois, à domicile et à l'extérieur. Le vainqueur de chaque tournoi participe à la finale nationale. Un classement cumulé des deux tournois permet de déterminer les deux clubs qualifiés pour la Copa Sudamericana et les deux relégués en Segunda A.
C'est le Caracas FC qui remporte la compétition, après avoir gagné le tournoi Apertura puis battu l'UA Maracaibo (club issu de D2 et vainqueur du tournoi Clausura) en finale nationale. C'est le sixième titre de champion de l'histoire du club.
Avant le début de la saison, un autre club promu de D2, Zulianos FC doit se retirer pour des raisons financières et cède sa place au club de l'UA Maracaibo.

## Les clubs participants
| - Deportivo Italchacao - Caracas FC - Mineros de Guayana - UA Maracaibo - Promu de Segunda A - Trujillanos FC | - Monagas SC - Estudiantes de Mérida - Deportivo Táchira - Carabobo FC - Promu de Segunda A - Nacional Táchira |

## Compétition
Le barème utilisé pour établir les différents classements est le suivant :
- Victoire : 3 points
- Match nul : 1 point
- Défaite : 0 point

### Tournoi Apertura
| Rang | Équipe                | Pts | J  | G  | N | P  | Bp | Bc | Diff |
| ---- | --------------------- | --- | -- | -- | - | -- | -- | -- | ---- |
| 1    | Caracas FC            | 35  | 18 | 10 | 5 | 3  | 33 | 18 | +15  |
| 2    | Deportivo Italchacao  | 31  | 18 | 8  | 7 | 3  | 29 | 18 | +11  |
| 3    | Carabobo FCP          | 30  | 18 | 8  | 6 | 4  | 22 | 18 | +4   |
| 4    | Monagas SC            | 26  | 18 | 8  | 2 | 8  | 26 | 24 | +2   |
| 5    | Deportivo Táchira     | 24  | 18 | 6  | 6 | 6  | 24 | 25 | -1   |
| 6    | UA MaracaiboP         | 23  | 18 | 5  | 8 | 5  | 21 | 24 | -3   |
| 7    | Estudiantes de Mérida | 22  | 18 | 5  | 7 | 6  | 19 | 24 | -5   |
| 8    | Nacional TáchiraT     | 21  | 18 | 6  | 3 | 9  | 16 | 23 | -7   |
| 9    | Mineros de Guayana    | 18  | 18 | 4  | 6 | 8  | 19 | 23 | -4   |
| 10   | Trujillanos FC        | 14  | 18 | 4  | 2 | 12 | 23 | 35 | -12  |

|  | Qualification pour la Copa Libertadores 2004 et la finale nationale |

### Torneo Clausura
Le tenant du titre, Nacional Táchira doit déclarer forfait et quitter le championnat pour des raisons financières.
| Rang | Équipe                    | Pts | J  | G | N | P | Bp | Bc | Diff |
| ---- | ------------------------- | --- | -- | - | - | - | -- | -- | ---- |
| 1    | UA MaracaiboP             | 31  | 16 | 8 | 7 | 1 | 21 | 9  | +12  |
| 2    | Deportivo Italchacao      | 30  | 16 | 8 | 6 | 2 | 32 | 20 | +12  |
| 3    | Trujillanos FC            | 25  | 16 | 6 | 7 | 3 | 17 | 15 | +2   |
| 4    | Caracas FC                | 22  | 16 | 5 | 7 | 4 | 18 | 13 | +5   |
| 5    | Estudiantes de Mérida     | 22  | 18 | 5 | 7 | 6 | 19 | 24 | -5   |
| 6    | Deportivo Táchira FC      | 19  | 16 | 4 | 7 | 5 | 13 | 16 | -3   |
| 7    | Monagas SC                | 19  | 16 | 5 | 4 | 7 | 17 | 22 | -5   |
| 8    | Mineros de Guayana        | 13  | 16 | 3 | 4 | 9 | 16 | 24 | -8   |
| 9    | Carabobo FCP              | 9   | 16 | 1 | 6 | 9 | 9  | 25 | -16  |
| 10   | Nacional TáchiraT forfait | 0   | 0  | 0 | 0 | 0 | 0  | 0  | 0    |

|  | Qualification pour la Copa Libertadores 2004 et la finale nationale |

### Classement cumulé
| Rang | Équipe                | Pts | J  | G  | N  | P  | Bp | Bc | Diff |
| ---- | --------------------- | --- | -- | -- | -- | -- | -- | -- | ---- |
| 1    | Deportivo Italchacao  | 61  | 34 | 16 | 13 | 5  | 61 | 38 | +23  |
| 2    | Caracas FC            | 57  | 34 | 15 | 12 | 7  | 51 | 31 | +20  |
| 3    | UA MaracaiboP         | 54  | 34 | 13 | 15 | 6  | 42 | 33 | +9   |
| 4    | Monagas SC            | 45  | 34 | 13 | 6  | 15 | 43 | 46 | -3   |
| 5    | Estudiantes de Mérida | 44  | 34 | 11 | 11 | 12 | 42 | 46 | -4   |
| 6    | Deportivo Táchira     | 43  | 34 | 10 | 13 | 11 | 37 | 41 | -4   |
| 7    | Trujillanos FC        | 39  | 34 | 10 | 9  | 15 | 40 | 50 | -10  |
| 8    | Carabobo FCP          | 39  | 34 | 9  | 12 | 13 | 31 | 43 | -12  |
| 9    | Mineros de Guayana    | 31  | 34 | 7  | 10 | 17 | 35 | 47 | -12  |
| 10   | Nacional TáchiraT     | 21  | 18 | 6  | 3  | 9  | 16 | 23 | -7   |

|  | Qualification pour la Copa Libertadores 2004     |
|  | Qualification pour la Copa Sudamericana 2003     |
|  | Participation au barrage de promotion-relégation |
|  | Relégation directe en Segunda A                  |

#### Finale pour le titre
| Équipe 1     | Résultat | Équipe 2   | Aller | Retour |
| ------------ | -------- | ---------- | ----- | ------ |
| UA Maracaibo | 1 - 4    | Caracas FC | 1 - 1 | 0 - 3  |

#### Barrage de promotion-relégation
Le 9e du classement affronte le vice-champion de Segunda A pour déterminer le dernier club participant au championnat la saison prochaine.
| Équipe 1           | Résultat | Équipe 2           | Aller | Retour |
| ------------------ | -------- | ------------------ | ----- | ------ |
| Unión Lara FC (D2) | 2 - 4    | Mineros de Guayana | 2 - 2 | 0 - 2  |

- Les deux clubs se maintiennent dans leur championnat respectif.

## Bilan de la saison
| Championnat du Venezuela de football 2002-2003 |                       |
| Champion                                       | Caracas FC (6e titre) |
| Coupes et trophées                             |                       |
| Vainqueur de la Coupe du Venezuela 2002-2003   | Non disputée          |
| Qualifications continentales                   |                       |
| Copa Libertadores 2004                         | Caracas FC            |
| Copa Libertadores 2004                         | UA Maracaibo          |
| Copa Libertadores 2004                         | Deportivo Táchira     |
| Copa Sudamericana 2003                         | Deportivo Italchacao  |
| Copa Sudamericana 2003                         | Monagas SC            |
| Promotions et relégations                      |                       |
| Promus en Primera División                     | Atlético El Vigía     |
| Relégués en Segunda A                          | Nacional Táchira      |